# 자비르 이븐 하이얀
아부 무사 자비르 이븐 하이얀(721년 ~ 815년, 영어: Abu Musa Jabir ibn Hayyan, 아랍어: جابر ابن حيان)은 저명한 무슬림 박식가로 화학자이자 천문학자, 연금술사, 지구과학자, 철학자, 물리학자, 약사, 의사였다. 유럽에서는 '게베르(라틴어: Geber)'라고 알려져 있기도 하다.
쿠파에서 살았던 수피로도 유명하다. 자비르는 근대 화학의 아버지이자 근대 약학의 기초를 닦은 인물로 평가되며, 알 라지와 함께 중세 화학 분야의 거장으로 불린다.
페르시아에서 태어나 이라크에서 죽었기에 어떤 곳에서는 아랍인, 또 어떤 곳에서는 페르시아인으로 알려졌다. 그의 저서로 알려진 연금술 저작들은 중세 유럽의 연금술 이론에 큰 영향을 끼쳤다.
그의 저서로 알려진 연금술 저작들은 중세 유럽의 연금술 이론에 큰 영향을 끼쳤다. 연금술사로써 여과, 증류, 승화 등의 실험 방법을 확립하고 왕수의 제법에 성공했다. 많은 사람들이 그를 '화학의 아버지', 또는 '최초의 실험 연금술사'로 생각하기도 한다. 그는 2000권에 달하는 저서들을 집필했는데 그 내용이 비의적이고 암호화되어 있어 오늘날에도 해독할 수 없다.
그는 시아파의 6대 이맘인 자파르 알 사디크의 제자로 자신의 저술을 빈번히 그에게 헌정했다.

## 생애
시아파 순교자였던 그의 부친 하이얀 알 아즈디(Hayyan al-Azdi)는 예멘의 아즈드(Azd)부족 출신이었다. 우마이야 왕조 통치 시절 자비르의 부친은 이라크의 쿠파 지역에서 약제사로 일하였다. 부친의 직업은 자연스럽게 자비르가 연금술과 화학에 지대한 관심을 갖게 만드는데 기여했다. 자비르의 부친 하이얀은 우미이야 왕조에 대항하여 일어난 압바스 왕조의 반란을 지지하여, 페르시아의 호라산 지역에 위치한 투스(Tus)라는 도시로 이주하였는데, 자비르는 바로 이곳에서 721년 경에 태어났다. 부친이었던 하이얀이 우마이야 왕조에 잡혀 처형당한 뒤, 자비르의 일가는 예멘으로 달아났다. 자비르는 예멘에서 하르비 알 히므야리(Harbi Al-Himyari) 밑에서 수학하였다. 또한 그는 우마이야 왕조의 왕자 칼리드 빈 야지드 빈 무아위야(Khalid b. Yazid b.Muawiya) 와 시아파 6대 이맘인 자파르 알 사디크(Ja'far Al-Sadiq)로부터도 교육을 받은 것으로 전해진다. 자비르는 특히 자파르 알사디크로부터 연금술, 약학, 철학, 천문학 등 다양한 학문을 수학한 것으로 알려져 있다. 자비르는 압바스 왕조가 세워진 이후에 다시 쿠파로 돌아갔다. 초기에 자비르는 칼리파 하룬 알 라시드 통치하에서 고위 관직을 많이 차지하였던 페르시아계의 세력가 집안인 바르마크(Barmakide) 가와 친밀한 관계를 유지하며, 궁중에서 물리학자 및 연금술사로 활동하였다. 하지만 기원 후 803년경 자비르는 바르마크 가의 몰락과 함께 불운을 맞이하게 되었다. 결국 그는 쿠파로 추방당한 뒤 그곳에서 815년 경 약 94세의 나이로 세상을 떠났다. 그가 사용했던 유명한 실험실은 두 세기가 지난 후에 폐허 속에서 발견되었다.

## 저서
자비르 이븐 하이얀은 연금술의 창시자라 불릴정도로 연금술을 집대성을 하였으며 연금술에 관한 저작들도 수없이 많이 쏟아져 나왔다. 약 3,000여권에 달하는 많은 학술 논문과 저서들을 남겼는데, 그 가운데 철학 분야의 저술서가 약 300여권, 기계 장치 설계에 관한 저술서가 1,300여권, 그리고 연금술 관련 저술서가 수백 권에 달하는 것으로 전해진다. 특히 화학 분야와 관련하여 현존하는 22개의 저술서는 자비르를 역사상 가장 유명한 화학자로 자리매김하게 만들었다. 자비르는 화학 분야에서 실험적인 연구 방법을 도입하였으며, 화학 발전의 엄청난 가속화를 이뤄낸 대표적 인물로 평가받고 있다. 그의 저작들은 아랍에 확산되면서 연금술의 유행을 불러왔고, 그가 죽은 이후에도 그의 저작들이 라틴어로 번역되면서 유럽으로 들어가 또 유럽의 연금술 유행을 확산시켰으며, 근대 화학의 발전에 지대한 영향을 미쳤다.
현재 자비르의 화학 관련 연구 저서들은 일부만이 번역되어 출판 되었고 대부분은 아랍어로만 보존되어 있는 상태다. '자비르 전집(Corpus Jabirianum)'에는 '커다란 자비의 책(Kitab al-Rahma al-Kabir)', '112권의 서적들(Kutub al-Mi'a wa al-Ithna 'Ashara)', '70의 책(Kitab al-Sabe'en)', '균형의 서책들(Kutub al-Mawazin)', '500의 책(Kitab al-Khams Mi'a)'등과 같은 저서들이 포함되어 있다. 이 책들 중 상당수가 중세동안 라틴어로 번역되었다. 그 밖의 자비르의 주요 저서로는 연금술 서적의 백미로 칭송받는 '금성에 관한 책(Kitab al-Zuhra)'이있다. 자비르는 이 책을 압바스 조의 칼리파 하룬 알라쉬드에게 헌정했다고 전해진다. 한편 '화학의 서(Kitab al-Kimya)'와 '70의 책'은 라틴어를 비롯한 다양한 유럽의 언어로 번역되었다. 하지만 자비르의 수많은 저술 활동에도 불구하고 현재 편집되어 출판한 책은 '커다란 자비의 책', '집대성의 서(Kitab al-Tajmi)', '동방의 수성(Al Zilaq al-Sharqi)', '왕국의 서', '균형의 서책들'등 5권에 불과하다..
조지 사튼은 출판된 자비르의 저서들과 관련하여 다음과 같이 언급하고 있다.
"우리는 이 저서들에서 화학 연구 방법론에 있어 획기적인 견해들을 많이 발견하였다. 그 중에는 금속의 지질학적 구조에 관한 이론과 금속에 관한 유황-수은 이론이 있다. 자비르는 금속정제, 철의 제련, 천과 피혁의 염색법, 천의 방수와 철의 부식 방지를 위한 광택제, 이산화망간을 이용한 유리 제조법, 황철광을 이용한 금 상감기법, 아세트산 농축을 위한 식초의 증류법 등 다양한 분야를 다루었다."
하지만 몇몇 서구 학자들은 최근 연구 성과를 바탕으로 자비르의 것으로 알려진 저서들이 정말 그가 직접 모든 것을 저술한 것이었는지 여부에 대해 의혹을 제기하고 있다. 그들은 자비르가 행했던 것으로 알려진 화학적 연구들의 상당수가 자비르 자신에 의해 집필된 것이 아니라, 후세에 그의 제자들과 특히 이스마일파의 추종자들에 의해 기원 후 10세기경에 저술되었다고 주장하고 있다. 특히 아랍의 연금술 서적 중 가장 중요한 서적으로 간주되는 500개 이상의 항목으로 구성된 '자비르 전집(Corpus Jabirianum)'은 그의 제자들에 의해 저술된 이른바 자비르 학파의 산물이라는 의혹을 받고 있다. 그들은 자비르에 의해 인용된 그리스의 참고 문헌들이 8세기 말까지 번역되지 않았다는 것을 근거로 자신들의 주장을 뒷받침하였다. 하지만 자비르가 직접 모든 것을 썼다고 주장하는 서구학파들은 그들이 불충분한 자료를 근거로 자비르 저서들의 진위 여부에 대해 의혹을 제기했다고 주장하고 있다.

### 연금술의 서
그의 저서들 중에서도 '70의 서'와 '평행서'는 아랍어로 쓰여진 매우 중요한 연금술 서적이자 이슬람 연금술의 기초이론서이다.. 또한 그의 저서에는 《비법집대전(法集大全)》도 있으나, 이 저작의 연대는 13세기라고 추측되고 있으며, 8~9세기 사람이었던 자비르 이븐 하이얀의 일생을 바탕으로 자비르 이븐 하이얀의 이름을 가명으로 쓴 채 활동했던 13세기 화학자였던 가짜 게베르(이 책은 게베르의 이름이 붙어있긴 했었기 때문에)의 것으로 추정된다.
자비르의 저작이 연금술 이론에 가져다준 중요한 업적은 유황/수은 이론으로 이 이론은 이때 처음 서구 연금술 문헌에 등장하기 시작하였고 곧 서구 연금술 이론의 토대가 되었다. 자비르는 <균형의 방법>이라고 알려진 다른 이론들도 개발하였다. 비록 이 이론의 자세한 모든 내용이 서구에 알려지지는 않았지만, 이 이론은 연금술사들이 곳곳에서 수를 가지고 사람들의 뜨거운 관심을 불러일으켰다고 한다. 그의 <방법> 이론이 추구한 바는 연금술을 수와 측량의 바탕 위에 새로이 세우는 것이라 알려져있다. 뿐만 아니라, 앞서 언급했다시피 그는 화학 연구 방법론에 대한 많은 저작 활동 역시 하였는데, 이 저작들은, 연금술 뿐만 아니라 후에 화학 이론의 성립에까지도 많은 기여를 하게 되었다.

### 그 외의 저서
자비르 이븐 하이얀은 연금술 분야 이외에도, 철학에 관한 300여권의 책과, 1,300여권으로 추측되는 기계 장치에 관한 책 등도 저술하였다. 하지만 이러한 책들 중 출판되어 현재까지 보존되어 있는 책들은 굉장히 적은데, 이는 사람들이 그의 연금술 업적의 보존에 치우쳐서 다른 분야의 책들의 번역 및 출판에 소홀했기 때문인 것으로 추측된다.

## 화학 업적
자비르 이븐 하이얀은 역시나 아랍 최대의 연금술사라고 불리고 있는 만큼, 여러 가지 큰, 그것도 지금까지도 쓰이고 있는, 아주 기본적인 화학 개념과 이론, 여러 물질의 제조방법에 대한 업적들을 많이 남겼다. 특히 그의 저서 금속귀화비법대전이라는 저서 속에서 여러 가지 금속의 제조 방법(철, 구리 등등), 염색법, 초산을 만들기 위한 포도의 증류법(쉽게 말해 포도주를 만들기 위한 방법) 등을 기술하였다.
그리고 당시 연금술사들의 가장 큰 목표였던 영생의 약을 만드는 일에 합류함으로써 불로불사의 약이라 불리는 엘릭시르를 탐구하면서 비금속에서 금을 만드는데 있어서의 마술적, 신비적 노력들을 가치 없는 일이라 생각하고 그 이외의 연구들을 활발히 했다. 그 대신 연금술에 있어서 실험을 중시했으며, 질소산화물, 황산 및 왕수를 만들고 또 황과 수은을 가지고 대부분의 물질들을 만들 수 있다고 주장하는 등 화학의 역사상에 있어서 매우 중요한 영향을 끼쳤다.
또한 서구학자들은 현존하는 22권의 아랍어 저서들에 등장하진 않지만 그가 몇몇 새로운 화합물을 발견했다고 인정하고 있다. 그는 적산화물, 염화수은, 질산, 염화수소산, 질산염은, 암모니아염, 질산 암모니아 등을 발명한 것으로 평가받고 있다(특히 그는 소변을 가열하면서 관찰하다가 암모니아를 발견했다고 한다.(자비르가 설명한 새로운 화학물질인 염화 암모니아는 당시 그리스인들에게조차 알려지지 않은 물질이었다.) 또한 산화수은을 제조하였으며, 완전하게 정제되지 않은 황산과 질산의 제조에도 정통했던 것으로 알려져 있으며, 이 산으로 금과 은을 용해하는 방법을 알았던 것으로 전해지고 있다.) 그의 가장 큰 업적중 하나는 최초로 알렘빅(alembic)에서 제조하여 찾아낸 광물과 여러 가지 산들의 발견일 것이다. 그의 위대한 발명품 알렘빅은 증류 실험 과정을 더욱 쉽고 체계적으로 할 수 있도록 큰 기여를 하였다. 그 밖에도 자비르는 하소법과 환원법으로 대표되는 두 개의 중요한 화학 작용에 대해 과학적으로 설명하였으며, 증발, 승화, 증류, 용해, 결정화 등의 방식에 있어서 괄목할만한 진전을 이룩하였다.
자비르가 후대에 지대한 영향을 끼친 업적 중에는 근대에서도 쓰는 화학 용어들을 처음으로 쓰기 시작했다는 것이다. 그에 의해 고안된 몇몇 전문적인 과학 기술 용어들은 라틴어를 비롯한 다양한 유럽의 언어로 번역되었으며, 근대 화학 분야에 차용되었다. 이러한 과학 기술 용어 가운데에는 황화비소, 산화아연, 알칼리, 안티몬, 알렘빅, 알루델(aludle).
 등이 있다.
게베르를 위시한 이러한 아랍의 연금술의 연구는 서방의 라틴세계에 전하여지면서 유럽인들의 과제로 충실히 계승되었고 13세기에 있어서의 그 중심 인물은 스콜라 철학자인 독일의 알베르투스 마그누스와 영국의 로저 베이컨이었다.

### 무슬림들이 근대 화학에 미친 영향
화학은 중세 무슬림들이 엄청난 공헌을 한 과학 분야 중 하나이다. 무슬림들은 화학 분야가 과학의 한 분야로 성장할 수 있게 해주었다. 17세기 말이 되어서야 비로소 자비르(Jabir)와 알 라지(Zakariya Razi)가 중세시대가 낳은 유명한 화학자들이라는 사실이 알려지면서, 무슬림들이 화학 분야에 공헌한 공로가 인정받게 되었다. 아랍 역사학자 필립 히티(Phillip. K. Hitti)는 저서 '아랍의 역사(History of the Arabs)'에서 무슬림들이 여러 근세 화학 분야에 미친 과학적 방법론의 영향에 대해 다음과 같이 설명하였다.
"천문학과 수학 외에도 무슬림들은 화학 분야에서 엄청난 과학적 공헌을 했다. 무슬림들은 객관적인 실험 방법을 도입했는데, 이는 그리스인들의 모호한 추측이나 이론보다 발전된 형태였다. 그들은 적합한 가설을 세우기 힘듬에도 불구하고, 정확하게 현상을 관찰하고 부지런히 사실들을 연구와 실험을 통해 축척해 나갔다."
또한, 저명한 역사학자인 로버트 브리폴트(Robert Briffault) 역시 근세 화학 분야가 무슬림 과학자들로부터 많은 도움을 받았다는 사실을 인정했다. 그는 화학 분야의 과학적 발전의 기초가 무슬림들로부터 시작되었음을 다음과 같이 밝히고 있다.
"화학 분야는 오랜 기간 동안 이집트의 야금술사와 보석 세공인들에게 비밀스럽게 전수되어 온 금속을 다양한 방법으로 합금하고 금처러 보이도록 도금하는 과정에서 시작되었으며, 무슬림들에 의해 광범위하고 체계적인 연구로 발전하였다. 그들의 연구는 증류법과 승화 침투법을 발명해 냈으며, 알콜, 질산, 황산, 알칼리, 수은염, 안티몬, 비스무트 등을 발견해 냈다. 이러한 무슬림들의 연구는 그 후에 이루어진 화학 및 물리학 연구의 기초를 이루었다."

### 연금술

#### 연금술의 기원
연금술(Alchemy)라 한 것이 오늘날 화학(chemistry)이란 말의 기원이다(여기서 우리는 화학은 연금술로부터 시작되었음을 알 수 있다.). 로마시대의 이집트와 중국 도가 출현시대로 소급하고 있는데, 전자는 귀금속의 제조에서 비롯되고, 후자는 선약의 제조에 역점을 두었다. 그러다가 자비르 이븐 하이얀을 비롯한 중세 무슬림 화학자들에 의해 양자가 비로소 결합되어 의학과 화학의 발전을 촉진시켰으며, 그것이 13세기 이후 유럽에 전파됨으로써 비로소 현대실험과학의 기초가 마련되었다. 어원적으로 alchemy는 알키미아 alkimia가 유럽어화 한 것으로, 이집트를 뜻하는 khem에서도 유래하며, 금속의 주조를 가리키는 그리스어 khyma에 유래한다는 설도 있다. 연금술사들은 비록 금이나 은은 만들지 못했으나 연금석은 오늘날 알려진 촉매작용을 하여 물질을 어느 정도 바꿀 수 있다는 신비한 작용을 알게 됨으로써 이것을 먹으면 불로장생할 것이라고 믿게 된 것이다.안타깝게도, 그들이 연금석이라고 믿고 사용했던 물질들은 거의 대부분 우리 몸에 매우 해로운 중금속들로써, 장수와는 정반대로 중금속들의 치명적인 부작용으로 인해 많은 이들이 일찍 죽게 되었다. 결과만 놓고 보자면 연금술은 실패한 프로젝트였다. 역사상 어느 연금술사도 금을 만들어내지 못했다. 하지만 연금술사들이 연구하면서 다양한 부산물을 낳게 되었고, 화학이 성숙한 학문으로 성장하는 데 결정적인 토대를 제공했다. 연금술의 발달은 실제로 다양한 물질을 다루고 연구하는 계기를 제공했다. 연금술사들은 수많은 종류의 금속과 용액을 다루고 수 많은 화학적 반응을 경험했다. 그러한 경험의 축적이 후에 화학적 지식의 살과 근육이 될 재료를 형성해 간 것이다. 또한, 연금술의 전통은 물질을 다루는 과정에서 수 많은 도구들을 만들었고 또 개량해 갔다. 오늘날의 화학 실험실에 있는 물건들 가운데 전자 제품이 아닌 대부분의 도구들은 연금술의 전통 속에서 만들어졌다고 해도 과언인 아닐 정도이다. 이러한 연금술에 중력이론을 발표했던 아이작 뉴턴 등 많은 과학자들도 심취해있었다고 한다. 더 나아가 연금술이 가지고 있는 가장 중요한 의미는, 납을 금으로 바꾸는 것이 아니라, 무지몽매한 낮은 수준에 머물러 있는 '인간'을 금 같이 여러 방면으로 고귀한 '인간 혹은 신'으로 승화시키는 것을 의미했다는 것이다. 연금술의 오래된 금언에서는 "인간이 바로 신이다"라는 구절이 있다. 납을 금으로 변화시키듯이 인간의 내부에 숨겨져 있는 잠재력을 끌어내어 신성화된 존재로 탈바꿈시키는 것을 의미하는 구절이다. 연금술의 진짜 목적은 인간의 계몽에 있다.

#### 고대의 연금술
연금술사들은 연금술의 바탕 개념은 아리스토텔레스의 4원소설, 즉 온 세상의 물질들은 물, 불, 흙, 공기로 이루어져있다는 설을 바탕으로 자연 현상을 해석하고 실험했다. 헬레니즘시대에 들어와서 알렉산드리아를 중심으로 본격적으로 연금술사들이 출현하기 시작했고, 그노시스교를 위시한 신비주의 사상과 결합하면서 유행하기 시작하였다. 아랍으로 건너오면서부터 신비주의적인 수피즘과 결합되면서 발전하게 되는데, 우리가 흔히 쓰는 수많은 화학 물질들, 예를 들어 알코올, 나프타, 나트륨, 암모니아부터 금을 녹일 수 있는 성질을 가지는 왕수까지 이 모든 것들이 연금술에 그 기원을 가지고 있다.

#### 서양의 연금술
서방 세계에 이슬람 연금술을 최초로 소개한 것은 로버트 오브 체스터가 1144년에 완성한 라틴어역서 《연금술 구성의 서(書)》라고 한다. 이것을 시발점으로 많은 연금술 문헌들이 라틴어로 번역되어 알베르투스 마그누스, 로저 베이컨도 사술적 연금술을 비판하면서도 연금술의 이론은 지지하였다. R.룰루스 등의 이름으로 발간된 여러 책들이 연금술에 대하여 불투명한 기재를 하기도 했지만, 앞에서 말한 연금술에 관한 많은 저작들은 끊임없이 만들어졌다. 유럽의 연금술의 대표적인 저작은 앞의 자비르의 라틴어 이름 게베르의 이름이 붙은 《비법집대전(法集大全)》이라 할 수 있다. 저작 연대는 13세기라고 추측되고 있으며, 그 이론적 •기술적 내용이 이슬람 기원인 것은 거의 확실하지만, 여러 가지 금속의 물리적 •화학적 성질, 무기산의 제조법과 이것에 의한 금 •은의 분석, 정제 등 화학적 •기술적 내용은 그 당시 유럽 연금술을 대표하는 저작이라고 하기에 충분한 지식 수준과 그 정확도를 갖추고 있다고 한다. 서양의 연금술사들은 주로 상상력에 의거하여 여러 물질들을 배합하고 분리하며 수많은 시행착오를 겪었고 그 과정에서 질산, 염산, 황산 등 수많은 화학적 발견을 해냄으로써 과학 발전에 이바지했다. 서양에서는 금을 만들기 위해, 즉 재산 가치로써 연금술에 몰두 하였다는 것을 눈여겨볼 필요가 있다(동양과 구별됨). 또한 중국 연금술에서 사용되는 기구는 모두 금속제나 도자기 제품인 데 비해, 서양에서는 유리로 만든 기구가 많다는 것이 특징이다.서양 연금술사들은 유리 기구의 형태를 여러 가지로 연구하여, 기괴한 모양을 한 것을 무수하게 만들어 냈다. 그들은 변화한 금속이나 복잡하게 혼합된 물질을 처리하여 기본 물질로 돌아오게 해야 한다고 생각했다. 그러기 위해서는 그것들로부터 본질적인 것을 뽑아내고, 골라내는 일이 필요했다. 그래서 추출이라는 생각이 탄생되고, 유리 기구 안에서 하는 건류, 증류가 활발히 이루어졌다. 이런 식으로 그들의 실험은 복잡해지고 정밀해졌고, 결국 이 방향은 현대 화학에 그대로 이어져 도입되었다. 과학사에서 중세 연금술 없이 근대 화학과 의학이 성립할 수 없다고 하는 것은 당연한 얘기이다. 유럽에서 연금술은 중세의 종교적 신비주의와 이상주의에 근거를 두고 있다.

#### 동양의 연금술
동양에서 성행한 동양의 연금술도 여느 연금술과 비슷한 성격을 보이는데, 중국에서는 현자의 돌과 결합된 연금약액(elixir)이라는 액체가 인간의 불로장생을 가져다준다고 상상했으며(부를 축적하기 위한 목적으로 연금술에 몰두했던 서양과 비교됨), 인도에서는 요가나 단식 등을 통해 인간의 몸속에서 연금술로 불로장생의 길을 찾을 수 있다고 생각했다. 하지만 불로불사의 약이라고 믿으면서 실험 재료로 삼은 많은 사람들 중에 더러는 희생자도 나오면서 연금술은 사람들에 대한 원망을 받게 되었다. 이렇게 연금술의 방향이 바뀌면서 '오래 살기를 바라지 말고, 병을 치유하는' 약제를 조제하는 것이 목적이 되었다. 어떤 것은 정신을 곧게 하고, 신을 부양하는 것을 목적으로 삼게 되었다. 이것을 '내단'이라고 불렀다. 종래의 연금술은 '외단'이라고 불렀지만 그것은 차츰 피폐해지고, 청나라 시대에는 완전히 소멸해 버렸다. 이렇게 하여 연금술의 정신은 서양에서는 화학으로 변신하여 아직도 맥을 이어 전해지고 있으나, 중국(을 포함한 동양국가들)에서는 의약 조제의 방향으로 변하여 본래의 연금술은 절명했다. 중국의 연금술에서 사용된 금속제나 도자기로 된 기구는(금속, 도자기가 거의 대부분의 실험기구들의 원료로 차지했다.), 실험을 정밀하게 하기가 어려웠다. 아무래도 기술적으로 단순해지고, 쓸데 없이 관념을 비대화시켜 어러 가지 의미 부여만 세밀해졌다. 동양에서 사용한 재료의 종류와 사용방법은 매우 한정되어 있었는데, 오로지 수은, 납, 황 등으로 실험에 사용되는 방법도 적었고, 증류법 같은 것은 거의 사용되지 않았으며, 주로 승화법이 사용되었다. 후한 시대에 활약했던 연금술의 시조인 위백양부터 명대까지의 천수백 년 동안, 계속 똑같은 행위가 반복된 것이다. 이 점은 중국 연금술이 비밀을 지키는 것을 위주로 하여 인간 상호간의 교류를 엄격하게 금한 결과라고 생각할 수 있다. 중국의 연금술사들은 증류라는 조작 자체에 대해 신경을 쓰지 않았던 것 같다. 그 때문에 새로운 물질의 발견, 분리의 기회를 대폭 잃어갔으며, 극도로 편협한 길을 간 것이 사실이다. 기체에 대한 관심이 전혀 없었던 점이 바로 연금술 발전의 실패의 원인이었던 것이다. 기체를 모으는 방법이나 기체의 양을 측정하는 방법 같은 것은 찾으려고 하지 않았고, 나온 기체를 그대로 밖으로 날려 보내기만 했던 것이다. 동양의 연금술사들이 한 연구들 중 천칭 등의 측량 기구를 사용하여 '어느 정도의 수은에서 어느 정도의 은구슬을 얻을 수 있을까?' 하는 연구가 있었는데, 상당히 정확한 결과를 냈다. 그러나 여러 물질 조성에 대한 관계를 파악하는 단계에까지 이르지 못했다.
중국의 연금술 이론은 숫자를 측정된 수치로서가 아니라 상수학적으로 사용했다 이 좋은 예가 현대의 학교 교육에서의 성적 채점법이다. 본래 서로 다른 과목의 성적은 더할 수 있는 게 아니었다. 이러한 원인들이 중복되어 미신적인 부분을 벗어버리고 일대 진보를 이루어 현대의 화학이 된 유럽의 연금술의 경우와는 달리 중국의 연금술은 근대 화학을 창조해내지는 못했다. 하지만 중국 연금술은 이슬람 제국을 거쳐 중세 유럽에 전해졌다고 알려져 있다. 그러나 중국 연금술의 직접적인 영향을 받은 이슬람 연금술은 연금술에 대한 걸림돌에서 끝내 벗어날 수가 없었다.

### 화학 이론
자비르는 금속은 모두 수은과 황으로만 이루어져 있으며, 두 물질의 증기가 결합하여 각종 금속이 만들어진다는 수은-황 이론을 내세우며 그것을 통해 금과 은을 합성하려 했다. 연금술사들은 촉매와 같은 역할을 하는 연금석을 사용하면 그것이 가능할 것이라 믿었다. 그래서 당연하게 그 당시 연금석을 발견하는 것이 가장 중요한 일이었으며 연금석으로 수은을 소중하게 생각해왔다. 특히 그는 아리스토텔레스의 원소론을 교묘하게 변화시켜 자신이 세운 이론을 뒷받침하는데 썼다.
4원소설에 기초한 것이었다. 원소론을 금속 전환으로 적용시키고 변형시킴에 따라 금속을 형성하는 가장 기본이 되는 물질을 ‘수은’과 ‘황’이라고 하고 둘의 적절한 혼합과 여러 가지 변환(적정, 순화)에 의하여 금속 전환이 가능하다는 이론으로 바꾼 것이다. 당시 자비르의 문헌에서 인용되는 황과 수은은 오늘날 우리가 알고 사용하고 있는 정확한 의미의 황과 수은이 아닌 대략의 황과 수은의 성질을 가진 물질을 총괄하는 의미로 사용되고 있다. '설명의 서(Book of Explanation)'에서 금속에 관한 황-수은 이론에 대해 저자인 자비르가 다음과 같이 설명한 것을 볼 수 있다.
"모든 금속은 본질적으로 황과 수은이 결합하여 이루어진다. 금속들은 구성 특질의 차이에 따라 서로 다른 형태를 가지며, 이러한 특질의 차이는 각 금속들이 포함하고 있는 황의 차이에 따라 다르게 나타난다. 이러한 황의 차이는 태양열에 의한 토양과 그 배열의 변화를 통해서 나타난다."
자비르는 그의 저서에서 진사와 산화비소를 포함한 많은 화학 물질의 제조에 관해 설명하였다. 역사학자들은 그가 거의 순수한 형태의 황산염, 백반, 알칼리 그리고 알칼리와 함께 황을 가열하여 얻어지는 물질인 황화칼륨 혼합물과 침전황 제조에도 정통하였다고 전하고 있다.
자비르는 납, 주석, 철과같은 금속들에 일정량의 화학 물질을 혼합하면 금이 된다는 가정 하에서 실험을 진행하였다. 그가 실제로 이 불가사의한 화학 물질로 엄청난 양의 금을 직접 생산했다는 소문도 있었다. 그래서 그가 사망하고 난 두 세기 이후 쿠파에 도로를 설치 했을때, 그의 실험실에서 상당량의 금이 발견되었다고 전해지고 있다. 그는 자신의 연구에서 실험의 중요성을 크게 강조하였으며, 이러한 그의 방법론적 진보는 화학 분야의 발전에 상당한 기여를 하였다.
또한 그 당시 신비주의자였던 자비르 이븐 하이얀은 연금술의 목표중 하나인 비금속으로 귀금속을 만드는 것에 대해 금속은 유황의 남성적 원리의 상호 작용에 의해 형성되고, 비금속은 죽음과 소생의 과정을 거쳐 귀한 것이 된다고 설명했다.
알코올은 연금술에서 엘릭시르 다음으로 소중히 여겼다. 알 라지(Al-Razi)는 연금술에 사용되는 물질을 식물이나 동물 혹은 광물로 분류한 반면, 자비르를 중심으로 한 일부 화학자들은 물질을 금속, 광물, 휘발성 물질로 분류하였다.
- 휘발성 물질(Spirits)[참고 33]: 열에 의해 증발되는 휘발성을 가진 물질들.(예: 비소(arsenic), 수은, 황, 살 암모니악[참고 34]<, 염화 암모니아)
- 금속(Metal): 금, 은, 납, 주석, 구리, 철 등.
- 광물(Stone): 가루로 바뀔 수 있는 물질들(예: 돌)

이러한 자비르의 분류 체계는 후세에 물질을 금속, 비금속, 휘발성 물질 등으로 분류하는 방식에 영향을 미쳤다.

### 실험 도구 및 방법

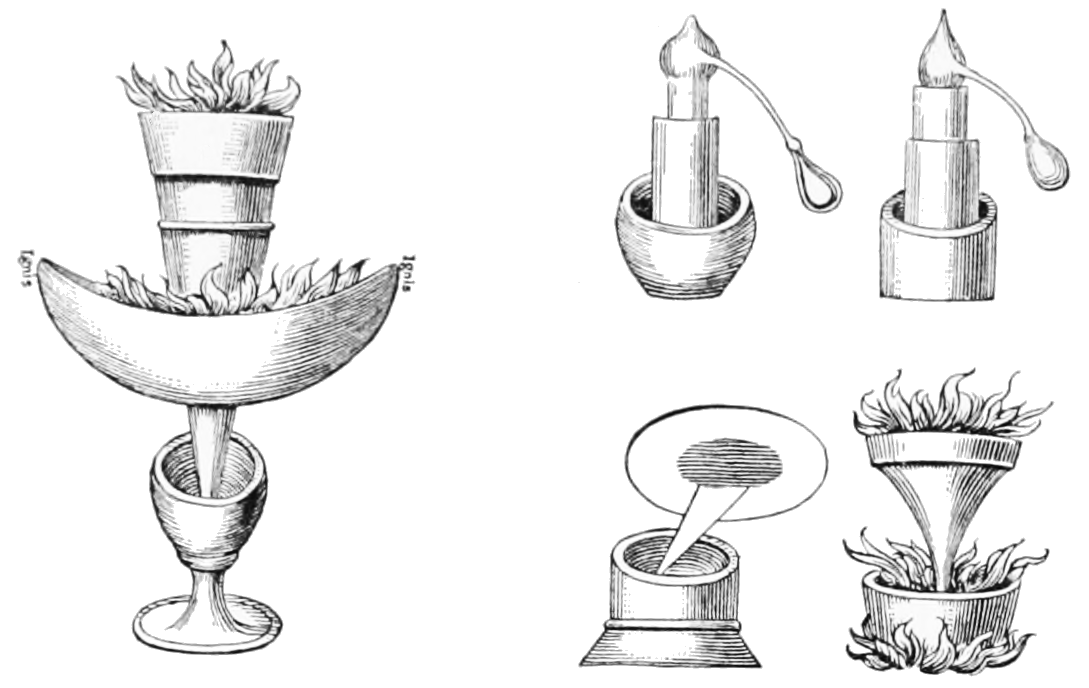
여러 실험의 실험기구들과 자비르 이븐 하이얀이 사용한 실험기구들

대표적으로 그는 여과, 증류, 승화 등의 실험방법들을 확립하고, 아비산, 유산, 알칼리, 초석 등을 만들었으며 왕수의 제법에도 성공하였다. 그는 20가지가 넘는 실험기구들을 만들었으며, 그 중에는 증류기(정화기)와 레토르트를 볼 수 있으며, 오늘날 흔히 쓰이는 증류와 정출 등의 화학적 방법과, 여러 가지 화학 물질들(시트르산, 아세트산, 타르타르산, 비소, 비스무스, 황, 그리고 수은)은 모두 그의 손에서 발견되거나 기록된 것들이다.

## 다른 업적들
자비르는 유명한 8세기의 화학자, 약사, 철학가, 천문학자, 지구과학자, 의사, 물리학자이다. 그래서, 자바르는 연금술 분야 이외에도 자기력, 불가량물 또는 철학에 관한 많은 분야에 기여를 하였다. 그가 그는 앞의 글에서 언급한 책들 이외에도 철학에 관련된 책을 300여권이나 남겼으며, 총 다 합치면 1,300여권 남겼을 것으로 추측된다. 그는 100권의 책 중에서 22권의 책은 화학과 연금술을 저술하였으며, 나머지는 철학, 언어학, 천문학, 마법, 우주론, 신학, 형이상학, 교양, 의학, 약학, 농학 분야 등에 대한 책을 서술하면서, 여러 분야에 많은 기여를 하였다. 하지만 이러한 책과 이론들 중 출판되어 현재까지 보존되어 있는 책들은 굉장히 적다. 그 이유는 이후 사람들이 그의 연금술 업적의 보존에 치우쳐서 다른 분야의 책들의 번역 및 출판에 소홀했기 때문인 것으로 추측된다. 그래서 그가 화학에 대한 업적 말고 다른 업적에 대해 알긴 힘들지만, 그는 화학 말고도 많은 분야에서 뛰어난 학자로 자리매김하고 있음은 확실하다.

### 자비르 이븐 하이얀의 명언
그가 쓴 책들은 모두 암호화되어 있어서 연금술사만이 이해할 수 있었다. 그래서 그는 그의 책에 이러한 말을 남겼다.
목적은 신이 사랑하고 제공하는 자를 제외한 모두를 좌절과 오류로 이끄는 겁니다.

## "가짜" 게베르
앞의 글과 같이, 자비르가 기여한 일에 대한 책을 판단하는 것은 오랜 시간 동안 논의되어 왔다. 유명한 반론에 따르면, 가짜 게베르가 저자를 모르는 연금술 책의 저자라고 고려되고 있다. 게베르는 연금술에 대한 많은 저서들을 남겼다. 그 중에 자비르 이븐 하이얀이 쓰지 않았다고 의심을 받고 있는 책이 있다. 그 책들은 바로 <비법집대전> 과 <70의 서>이다.
유럽 연금술을 화학의 전신이라는 뜻에서 대표적인 저작은 앞의 자비르의 라틴어 이름 게베르의 이름이 붙은 《비법집대전(法集大全)》을 비롯한 일련의 저작이다. 원래 자비르는 7~8세기 사람이다. 하지만, 이들 저작 연대는 13세기라고 추측되며 저작자는 에스파냐에 있던 무어계(系)의 유럽인으로 아랍문헌으로부터의 번역이라고 추측되고 있다. 즉 이 책은 화학의 아버지라 불리는 자비르 이븐 하이얀이 쓴 책이 아닌 것으로 추정된다. 하지만, 이 책의 이론적•기술적 내용이 이슬람 기원인 것은 거의 확실하지만, 여러 가지 금속의 물리적•화학적 성질, 무기산의 제조법과 이것에 의한 금•은의 분석, 정제 등 화학적•기술적 내용은 화학의 전신이라고 하기에 합당한 정확성을 갖추고 있다.
또한, 자비르 문서 중에 《70의 서(書)》는 12세기에 라틴어로 번역되었다. 이제까지 게베르는 자비르 이븐 하이얀과 동일 인물로 취급되었으나, 게베르의 저작으로 되어 있는 많은 라틴어 연금술 서적에는 아라비아에서 나온 것인지 분명치 않은 것이 많으며, 중세 연금술에 관한 최고의 서적이라는 게베르 저 《순마페르페크티오니스》도 13세기에 유럽 사람이 지었다는 설이 있어 양자는 각각 다른 사람이라고 생각된다.
1541년 게베르(Geber)의 이름으로 라틴어 문서인 《연금술에 대하여(De Alchimia)》가 출간되었다.
다음은 《연금술에 대하여(De Alchimia)》의 서문이다.
Gebri Arabis philosophi solertissimi, rerumcß naturalium, praecipue metallicarum pertissimi
De inuestigatioe pfectionis metallo. Liber I.
Summæ perfectionis metallorum, siue perfecti magisterij. Liber II.
Quæ sequuntur, omnia nunc primu excusa sunt. Eiusdem De inuentione ueritatis seu perfectionis metallorum. Liber I.
De Fornacibus construendis. Liber I.
Item.
Speculu Alchemiæ, doctissimi uiri Rogerij Bachonis.
Correctoriu Alchemiæ doctiss. uiri Richardi Anglici.
Rosarius minor, de Alchemia, Incerti authoris.
Liber Secretoru Alchemiæ Calidis filij Iazichi Iudæi.
Tabula Smaragdina de Alchemia, Hermetis Trismeg.
Hortulani philosophi, super Tabulam Smaragdinam Hermetis Commentarius.

《연금술에 대하여》는 로저 베이컨의 연금술의 거울 등 중세 연금술을 집대성한 책이다. 비록 게베르가 자비르의 이름을 빌려 출간한 것이라고는 하나, 그의 저서들 또한 중세 연금술의 실험적인 부분 및 헤르메스주의에 "진짜" 자비르의 업적에 버금가는 지대한 영향을 미쳤다.

### "가짜 게베르"의 정의
가짜 게베르는 스페인에서 14세기에 태어난 유명한 연금술사의 이름이다. 그는 연금술과 금속학, 야금학에 대한 몇가지 책을 라틴어로써 서술하였다. 그가 책을 서술할 당시 자비르 이븐 하이얀이라는 이름(유럽에서는 게베르라고 불림)을 사용하였다. 자비르 이븐 하이얀은 8세기에 이슬람에서 매우 유명한 연금술사였다.
진짜(8세기) 자비르 이븐 하이얀의 책들은 11세기부터 13세기에 라틴어로 번역되었으며, 유럽의 연금술사들에게 매우 유명하였다. 가짜 게베르는 그의 명성을 높이기 위하여 그의 저술적 조상의 이름을 빌리고 있는 것이다. 이러한 경우에선, 가짜 게베르의 작품들은 아랍의 작품들보다 14세기 연금술의 작품들을 반영하고 있다.

### "게베르- 자비르"문제
자비르가 기여한 일에 대한 책을 판단하는 것은 오랜 시간 동안 논의되어 왔다. 19세기의 역사학자 Hermann Kopp과 Marcellin Berthelot에 의해 앞의 반론이 교과서와 다른 곳에 제기되었다.이슬람의 위대한 화학자라 불리는 자비르는 게버라는 이름으로 중세시대에 더욱 친숙하게 불렸다.
Latin corpus의 책들은 Kopp, Hoefer, Berthelot, 그리고 Lippman의 연구들이 나오기 전까지 번역본으로 고려되어 왔다. 비록 그것들은 초기 이슬람 연금술을 반영하고 있는 자비르의 번역본이 아니지만, 그것들은 13세기 라틴 연금술사들의 책들이였다.
Eric Holmyard는 Chemistry Clarendon press의 book markers에 다음과 같은 말을 말했다.(1931) .

 하지만, The Sum of Perfection, The Investigation of Perfection,
The Invention of Verity, The Book of Furnances, The Testament 와
같은 그의 이름이 들어가 있지만 이슬람의 기원이 아닌 책들이 있다.
화학의 역사학이 아직 확실히 풀어져있지 않다는 문제는 그 작품들은
 진짜인지 아닌지에 대한 것이다.

그러나 그(Holmyard)가 연금술에 대한 책을 쓴 1957년 그는 아랍의 기원에 대한 생각을 버렸다.(비록 그들은 이슬람의 연금술 이론에 기초를 두었지만 말이다.)
The question at once arises whether the Latin works are genuine translations from the Arabic, or written by a Latin author and, according to common practice, ascribed to Jabir in order to heighten their authority. That they are based on Muslim alchemical theory and practice is not questioned, but the same may be said of most Latin treatises on alchemy of that period; and from various turns of phrase it seems likely that their author could read Arabic. But the general style of the works is to clear and systematic to find a close parallel in any of the known writings of the Jabirian corpus, and we look in vain in them for any references to the characteristically Jabirian ideas of "balance" and the alphabetic numerology. Indeed for their age they have a remarkably matter of fact air about them, theory being stated with a minimum of prolixity and much precise practical detail being given. The general impression they convey is that they are the product of an occidental rather than an oriental mind, and a likely guess would be that they were written by a European scholar, possibly in Moorish Spain. Whatever their origin, they became the principal authorities in early Western alchemy and held that position for two or three centuries.

그가 진짜 자비르인지 아니면 가짜 게베르인지 확인하는 문제는 아직도 분쟁이 되고 있다.(1962)
여기서는 게베르, 라틴어로는 자비르라고 아마 쓰여졌을 것인데, 그 이유는 자비르 이븐 하이얀의 8세기의 연금술사적으로 엄청난 평판 때문이다.
하지만, 이 역사적인 그림을 통해서도, 상당히 확실하지가 않다.(1910)
이것을 가끔은 "게베르-자비르 문제"라고 부른다.

자비르의 것으로 하고, 년도는 12세기나 그 이후로 하는 몇가지의 라틴 저서에 있는 사실들이, 자비르의 것으로 바뀐다는 것은 가능한 일이다. 모든 이슬람의 저서들이 자비르로부터 만들어지고, 자비르가 쓴 것으로 되기 전까지는 확실한 결론이 나는 것이 어렵다는 것을 고려하는 것은 매우 중요한 일이다..

### "가짜 게베르"의 저서
그는 앞에서 말했던 대로, 자비르 이븐 하이얀이라는 이름으로 라틴어로 번역한 여러 저서들을 남겼다.

#### 라틴어로 번역된 저서들
그가 남긴 저서들 가운데 13, 14세기에 라틴어로 번역된 저서들을 적어놓은 것이다.
- De Alchimia ("About Alchemy")
- Summa perfectionis magisterii ("The Sum of Perfection or the Perfect Magistery")
- Liber fornacum ("Book of Stills")
- De investigatione perfectionis ("On the Investigation of Perfection")
- De inventione veritatis ("On the Discovery of Truth")
- Testamentum gerberi ("Geber Testament")

#### 영어로 번역된 저서들
가짜 게베르가 남긴 책들 가운데 라틴어로만 번역되지 않고, 영어로도 번역되어 있는 저서들이 있다. 다음 책들이 바로 그 저서들이다.
- E. J. Holmyard (ed.) The Arabic Works of Jabir ibn Hayyan, translated by Richard Russel in 1678. New York, E. P. Dutton (1928); Also Paris, P. Geuther.
- Syed Nomanul Haq, Names, Natures and Things: The Alchemists Jabir ibn Hayyan and his Kitab al-Ahjar (Book of Stones), [Boston Studies in the Philosophy of Science p. 158] (Dordrecht: Kluwer Academic Publishers, 1994), ISBN 0-7923-3254-7.
- Donald Routledge Hill, 'The Literature of Arabic Alchemy' in Religion: Learning and Science in the Abbasid Period, ed. by M.J.L. Young, J.D. Latham and R.B. Serjeant (Cambridge University Press, 1990) pp. 328–341, esp. pp 333–5.
- William Newman, New Light on the Identity of Geber, Sudhoffs Archiv, 1985, Vol.69, pp. 76–90.

### 가짜 게베르가 준 영향
연금술의 이론과 실험의 방향의 명확한 표현이 사용되기전까지 – 신비주의적이고, 비밀 유지가 되고, 널리 알려지지 않는 한 분야가 많이 사용되는 법칙이 될 수 있었던 시대를 이야기한다. - 가짜 게배르의 책이 널리 읽혀졌으며, 유럽의 연금술사들에게 큰 영향을 끼쳤다.
가짜 게베르는 서유럽을 통한 이슬람 연금술 이론의 확산에 중요한 역할을 하였다. 그는 모든 금속이 황과 수은으로 구성되어 있다고 가정하였으며, 그것들에 대한 금속 특징을 자세하게 묘사하였다. 그는 또한 영약의 사용이 다른 금속을 금으로 바꾸는데 기초가 되는 금속이라고 설명하였다.(현자의 돌)

## 자비르 이븐 하이얀의 문헌
- 커다란 자비의 책
- 112권의 서적들
- 70의 책 (금성에 관한 책과 돌의 서를 포함)
- 균형의 서책들
- 500의 책
- 화학의 서
- 집대성의 서
- 동방의 수성
- 왕국의 서 등

## 주해
1. ↑  무함마드 이븐 자카리야 알라지. 페르시아의 유명한 화학자이자 물리학자, 철학자, 의학자였다. 연금술 이외에도 의학 쪽에서 그는 생리학, 해부학 등의 많은 업적을 남겼다.
2. ↑  이슬람교 교단 조직의 지도자를 가리키는 하나의 직명
3. ↑  미국의 과학사가. 벨기에 헨트 출생. 헨트대학교에서 화학, 결정학, 수학을 배우는 사이 A.콩트, J.H.푸앵카레의 영향을 받아 과학사, 과학철학의 연구로 전환하였다.
4. ↑  이슬람교 시아파의 한 분파로, 7이맘파라고도 한다.
5. ↑  '그들'의 저작들은 그노시스교의 연금술사들과 마찬가지로 실험 화학과 신비적인 교리를 결합시켜 놓았다.
6. ↑   이는 중세 시대 당시에 기계 장치에 관한 연구보다는 연금술에 관한 연구가 더 활발했음이 어느 정도 기여하고 있다. 비록 여태까지 그 내용이 보존되지 않아 그 내용에 관해서 자세히 알려진 바는 없으나, 그의 철학자적 면모도 상당히 뛰어났을 것은 확실하다.
7. ↑   Summa Perfectionis Magisteli로 번역된 그의 저작으로, 그가 고안한 다양한 제조법들이 제시 되어있다
8. ↑  질소와 산소로 이루어진 여러 가지 화합물의 총칭
9. ↑  H2SO4의 화학식을 갖는 무색의 비휘발성 액체로, 공업적으로 백금이나 오산화바나듐 촉매를 이용해 만든다
10. ↑  진한 염산과 진한 질산의 혼합액으로 독특한 냄새가 나는 노란색 액체이다.
11. ↑  당시 그리스 과학자들의 저서들에서 인용되었던 암모늄은 사실 암염의 한 종류였다.
12. ↑  증류관 상부의 증류용기
13. ↑  증류관 하부의 승화용기
14. ↑  Albertus Magnus, (1193년~1280년)는 독일의 신학자, 철학자, 자연과학자이다.
15. ↑  일반 광물에서 금이나 은을 추출하는 사람
16. ↑   기원전 알렉산드리아(기원전 300년경)에서 시작하여 이슬람 세계에서 체계화되어 중세(中世) 유럽에 퍼진 주술적(呪術的) 성격을 띤 일종의 자연학을 뜻한다.
17. ↑  제조의 다른 말
18. ↑  중세의 연금술사들이 비금속을 황금으로 바꿀 수 있는 재료가 있다고 믿고 거기에 붙인 명칭
19. ↑   알렉산드로스 대왕의 제국건설 이후 고대 그리스의 뒤를 이어 나타난 문명
20. ↑   헬레니즘 시대에 유행했던 종파의 하나로 기독교와 다양한 지역의 이교 교리(그리스, 이집트 등)가 혼합된 모습을 보였다
21. ↑  서양에서 연금술을 미신 수준이 아니라 화학적 수준에서 처음 시작한 인물로 도미니쿠스 수도회에 속해있었으며, 과학과 종교의 상호이해적 공존을 주장했다.
22. ↑  에스파냐의 성직자, 성인으로, 도미니쿠스 수도회를 창설했다.
23. ↑  동양의 연금술에 대해서는, 대부분 연금술 연구나 기록들이 중국에서 많이 행해졌고 기록들이 많이 있기에 동양의 연금술에 대한 설명을 중국의 연금술으로 풀어나갔다.
24. ↑  상수학에서, 수학은 여러 가지 현상을 주관적 가치를 반영해 서열을 정하는 수단으로서 사용된다.
25. ↑  이슬람은 다양한 문명을 융합한 종합 문명이었음을 기억하라. 고대 바빌로니아에서 출발하여 고대 로마에서 완성한 유리 제조의 기술, 고대 이집트인의 야금술이나 염색 등의 장인 기술과 고대 그리스인의 원자론과 아리스토텔레스 철학을 연결시켜 연금술을 열린 체계로 잡은 것이 이슬람 문명이었다.
26. ↑  물질이 액체 상태에서 기체 상태가 되었을 때 그 상태를 가리키는 말
27. ↑  연금술은 우주 만물이 흙, 물, 공기, 불 등 네가지 원소로 구성되어 있다는 고대인들의 생각
28. ↑  아리스토텔레스의 이론에 따르면 금속은 습한 증발기와 건조한 증발기로 구성된다. 하지만 자비르는 이 증발기들이 황과 수은이라는 사실을 밝혀냈다.
29. ↑  적색유화수은에서 볼 수 있는 주홍색 물질
30. ↑  비소와 산소의 화합물
31. ↑  영생의 약으로 불리는 것으로, 아라비어에서 유래된 용어이며, 훗날 이 엘릭시르를 찾기 위해 수 많은 실험들을 한 아라비아 연금술사들의 업적들이 훗날 화학의 태동에 영향을 미치게 된다.
32. ↑  생애를 참고하라
33. ↑  여기서 말하는 spirits는 영혼이라는 말보다는 증류주로도 이 단어를 쓰기도 하는데 자비르가 휘발성의 성질을 가지는 물질들을 이렇게 불렀던 것으로 보아 증류주와 연관은 있는 의미를 지니는 단어이다
34. ↑  NH4Cl로, 분자량은 53.4912이다
35. ↑  물질을 증류 또는 건류하기 위하여 사용되는 유리 또는 금속제 기구

## 같이 보기
- 연금술